# Смерть путіна
«Смерть путіна» (також пишуть як «Смерть Путіна»; англ. Putin) — англомовний польський біографічний фільм режисера Патрика Веги. Фільм розповідає деякі епізоди із життя президента Росії Володимира Путіна та нюанси його приходу до влади. Вийшов у прокат в Україні 16 січня 2025 року.

## Сюжет
Сюжет охоплює життя Володимира Путіна від десятирічного віку до російського вторгнення в Україну 2022 року, демонструючи смерть Путіна у 2026 році.

## Акторський склад
- Славомір Собала — Володимир Володимирович Путін, президент РФ
- Томаш Дедек
- Юстина Карловська
- Томас Кречман
- Максиміліан Зєлінський

## Виробництво
Фільм був створений незалежною продюсерською та дистриб'юторською компанією XYZEl і знімався в Росії, Україні, Ізраїлі, Сирії, Йорданії та Польщі.
Технологію створення фільму створила польська студія AIO. Путіна було відтворено за допомогою комп'ютерних зображень і штучного інтелекту в тілі польського актора і це вперше в історії кінематографа було використано для головного персонажа у фільмі.
Бюджет фільму — 15 млн доларів.

## Розповсюдження
Його показали міжнародним дистриб'юторам на Каннському фестивалі. Фільм представили майже в півсотні країн.